# Schuldvermutung
Die Schuldvermutung (in dubio contra reum) ist eine Rechtsvermutung und liegt immer dann vor, wenn die konkrete Schuld/Verantwortung einer Person selbst noch nicht feststeht, aber von Gesetzes wegen (de iure) als wahrscheinlich angenommen wird (es bestehen aber noch Zweifel an Tat bzw. der Handlung oder Ausführung) und dies über einen Verdacht bzw. Argwohn bereits weit hinausgeht.
Die Schuldvermutung ist als Gegensatz zur bekannten und rechtlich anerkannten Unschuldsvermutung zu sehen. Während die Unschuldsvermutung als eines der Grundprinzipien eines rechtsstaatlichen Strafverfahrens und Verwaltungsstrafverfahrens sowie Steuerstrafrechts angesehen wird, wird die Schuldvermutung in vielen Bereichen des staatlichen Verfahrensrechts zulässigerweise angewendet.
Anlässlich des 2006 von der Europäischen Kommission veröffentlichten Grünbuchs über die Unschuldsvermutung haben unabhängige Experten und Angehörige der Rechtsberufe darauf hingewiesen, dass eine Aushöhlung des Grundsatzes der Unschuldsvermutung immer mehr um sich greife und ein Grundsatz der „Schuldvermutung“ mehr und mehr toleriert zu werden scheine. Dies insbesondere bei Ermittlungen gegen Ausländer oder Gebietsfremde.
Es kann grundsätzlich in die gesetzliche und die faktische Schuldvermutung unterteilt werden.

## Wortherleitung und -bedeutung
Schuldvermutung setzt sich aus den Wörtern Schuld und Vermutung zusammen.
Schuld kann aus rechtlicher Sicht im vorliegenden Zusammenhang z. B. bedeuten
- im Strafrecht: die Vorwerfbarkeit (Strafbarkeit) eines Verhaltens (Schuld im Strafrecht);
- im Zivilrecht: die subjektive Vorwerfbarkeit eines eingetretenen Erfolges (Schuld im Zivilrecht);
- eine Mischung aus beiden (z. B. im Verwaltungsrecht).

Die Vermutung kann im vorliegenden Zusammenhang sein eine:
- tatsächliche Vermutung (ein auf Erfahrungen gestützter Beweis – praesumptio facti),
- widerlegliche gesetzliche Vermutung (die Beweislast wird von Gesetzes wegen verschoben – praesumptio iuris) oder
- unwiderlegliche gesetzliche Vermutung (Beweiserfordernisse werden ganz beseitigt – praesumptio iuris et de iure).

Die gesetzliche Unschuldsvermutung begrenzt die Reichweite staatlichen Handelns im Hinblick auf eine mögliche Begrenzung der individuellen Freiheit des Einzelnen. Die gesetzliche Schuldvermutung hingegen erleichtert es dem Staat, dem Einzelnen ein sanktionierbares Verhalten vorzuwerfen.

## Rechtliche Grundlagen
In den Ländern des Europarats wird der Grundsatz der Unschuldsvermutung jedenfalls gewährleistet aufgrund von Art. 6 Abs. 2 der Europäischen Menschenrechtskonvention (EMRK): 

„Jede Person, die einer Straftat angeklagt ist, gilt bis zum gesetzlichen Beweis ihrer Schuld als unschuldig.“

Die Unschuldsvermutung ist jedoch kein absoluter Grundsatz gemäß Art 6 Abs. 2 EMRK, sondern eine widerlegbare Vermutung. Zum Beispiel verstoßen Schuldvermutungen im Strafrecht nicht grundsätzlich gegen Art 6 Abs. 2 EMRK, sofern diese umkehrbar sind.
Die Europäische Union ist durch Art 48 Abs. 1 Grundrechtecharta auch schon vor einem Beitritt zur EMRK an den Grundsatz der Unschuldsvermutung gebunden. Sie darf daher grundsätzlich keinen Rechtssetzungsakt erlassen, der in Konflikt mit der Unschuldsvermutung steht, in dem somit der Schuldvermutung unumkehrbarer Vorrang eingeräumt wird.

## Inhalt der Schuldvermutung

### Gesetzliche Schuldvermutung
Eine gesetzliche Schuldvermutung liegt immer dann vor, wenn der Zweifel an der individuellen Schuld/Verantwortung dem Verdächtigen bzw. Beschuldigten in einem staatlichen Verfahren nicht zwingend zugutekommt.
Die Schuldvermutung gibt vor, dass jeder einer Tat potentiell Verdächtigte oder Beschuldigte während der gesamten Dauer oder während eines Teils des Verfahrens als absolut oder relativ schuldig behandelt wird. Der Verdächtige bzw. Beschuldigte muss dann auch oftmals im Verfahren seine Unschuld den Behörden beweisen (Umkehr der gesamten oder eines Teils der Beweislast).
- Eine zulässige gesetzliche Schuldvermutung liegt vor, wenn der Staat oder ein ihm zurechenbarer Hoheitsträger unter bestimmten Voraussetzungen die Schuld des Verdächtigen bzw. Beschuldigten als gegeben, jedoch widerlegbar, voraussetzt.
- Eine unzulässige gesetzliche Schuldvermutung liegt vor, wenn der Staat oder ein ihm zurechenbarer Hoheitsträger unter bestimmten Voraussetzungen die Schuld des Verdächtigen bzw. Beschuldigten als gegeben voraussetzt und auf dieser Grundlage diesen zur Verantwortung zieht. Kann sich der Verdächtige / Beschuldigte dagegen nicht ausreichend zur Wehr setzen, liegt zudem eine relevante Verletzung des Rechtsstaatsprinzips vor.

### Faktische Schuldvermutung
Die faktische Schuldvermutung ist gegeben, wenn Personen unter bestimmten Voraussetzungen die Schuld des Verdächtigen bzw. Beschuldigten als gegeben voraussetzen. Die faktische Schuldvermutung, insbesondere durch Medien (siehe unten) oder soziale Netzwerke, ist nur schwer widerlegbar, da fast immer ein Ungleichgewicht zwischen Berichterstattung/Behauptung und der Möglichkeit der Rechtfertigung vorliegt.

## Gesetzliche Schuldvermutung

### Schuldvermutung im Strafrecht
Der Europäische Gerichtshof für Menschenrechte hat in eng umgrenzten Fällen eingeräumt, dass die Beweislast auf die Verteidigung verlagert werden kann, ohne dass dies eine Verletzung der Unschuldsvermutung darstellt. Dabei ist jedoch immer der Grundsatz des „fair trial“ zu beachten und ist dies in diesem Zusammenhang zu sehen.
Der „Vorschlag für eine Richtlinie (EU) 2016/343 über die Stärkung bestimmter Aspekte der Unschuldsvermutung und des Rechts auf Anwesenheit in der Verhandlung in Strafverfahren“ stößt den Grundsatz der Unschuldsvermutung teilweise um und erlaubt in bestimmten Grenzen und Strafverfahren eine Schuldvermutung.

### Schuldvermutung im Kostenrecht
Die Überbürdung von Verfahrenskosten im Strafverfahren auf den Beschuldigten, obwohl ein Freispruch erfolgte, wurde mehrfach als Verstoß gegen die Unschuldsvermutung und im Effekt als (öffentliche) Schuldvermutung beurteilt. Dies insbesondere, weil die Öffentlichkeit nicht zwischen Kosten und Geldstrafe trenne.

### Schuldvermutung im Verwaltungsrecht
Im Verwaltungsrecht gibt es keine generelle Unschuldsvermutung. In zahlreichen Fällen muss z. B. der Bürger der Behörde die Einhaltung von besonderen Sorgfaltspflichten nachweisen. Kann er diesen Beweis nicht erbringen, wird teilweise davon ausgegangen, dass er zumindest nachlässig (schuldhaft) gehandelt hat. Insbesondere gelten im Verwaltungsrecht die Verfahrensgrundrechte, sich nicht selbst belasten zu müssen, und das Recht auf Verweigerung der Aussage nicht generell als Entlastung zu Gunsten des Beschuldigten und verstärken somit die Schuldvermutung.

#### Beispiele
§ 5 Abs. 1 des österreichischen Verwaltungsstrafgesetz 1991 bestimmt: Wenn eine Verwaltungsvorschrift über das Verschulden nicht anderes bestimmt, genügt zur Strafbarkeit fahrlässiges Verhalten. Fahrlässigkeit ist bei Zuwiderhandeln gegen ein Verbot oder bei Nichtbefolgung eines Gebotes dann ohne weiteres anzunehmen, wenn zum Tatbestand einer Verwaltungsübertretung der Eintritt eines Schadens oder einer Gefahr nicht gehört und der Täter nicht glaubhaft macht, daß ihn an der Verletzung der Verwaltungsvorschrift kein Verschulden trifft. Seit bestehen dieser Norm ist es nach der Rechtsprechung des Verwaltungsgerichtshofes z. B. noch keinem Unternehmen in Österreich jemals gelungen, zu bescheinigen, dass es im Einzelfall alles Erforderliche unternommen hat, um den Eintritt einer Verwaltungsübertretung zu verhindern.
Bei einer nachweislichen Zuwiderhandlung in einem Unternehmen wird grundsätzlich vermutet, dass der Unternehmer davon wusste und diese gebilligt, zumindest jedoch nicht effektiv unterbunden hat.
Ein potenzieller Arbeitnehmer kann, sobald er bei einer Einstellung übergangen wird, durch einfache Glaubhaftmachung darlegen, dies sei aus diskriminierenden Gründen geschehen. Der Arbeitgeber muss vor Gericht das Gegenteil beweisen. Kann er dies nicht, gilt anstelle der Unschuldsvermutung die Schuldvermutung.

### Schuldvermutung im Fluggastrecht
Im Hinblick auf die extensive Sammlung und Rasterung von persönlichen Daten von Fluggästen, ohne jeden Grundverdacht, wird von verschiedenen Seiten argumentiert, dass eine staatliche Umgehung der Unschuldsvermutung vorliege, welche unter anderem mit Art. 6 Abs. 2 EMRK und Art. 48 Abs. 1 GRC nicht vereinbar sei (auch sei dies ein unverhältnismäßiger Eingriff in die Freiheit des Einzelnen). Dies könne auch nicht mit irgendwelchen Antiterrormaßnahmen gerechtfertigt werden, da eine solche Gefahr zuerst real und konkret vorliegen müsse. Es handelt sich dabei aber systematisch um einen Generalverdacht (siehe unten: Abgrenzung).

### Schuldvermutung im Steuerrecht
Ebenso wie im Verwaltungsrecht hat der Beschuldigte auch im Rahmen des Steuerrechts grundsätzlich die Einhaltung der einschlägigen steuerrechtlichen und/oder abgabenrechtlichen Bestimmungen nachzuweisen und es wird ihm, wenn ihm dieser Beweis nicht gelingt, zumindest eine Teilverantwortung aufgeladen.

### Schuldvermutung im Sportrecht
Bei positivem Testergebnis gilt in Dopingverfahren im Sportrecht eine Schuldvermutung.
Für Dopingkontrollen nach den Regeln der NADA bzw. der WADA gilt das Prinzip der absolute liability, d. h. wird im Urin bzw. Blut eines kontrollierten Athleten eine Substanz nachgewiesen, die auf der Dopingliste erfasst ist, gilt der Athlet als schuldig. Einzige denkbare Verteidigung ist, dass das Ergebnis der Probe falsch war. Ob der Sportler wusste, dass er die Substanz zu sich nahm, ist hingegen unerheblich.
Nur durch langwierige und komplizierte Verfahren ist es bisher wenigen Dopingverdächtigen gelungen, ihre Unschuld nachzuweisen. So wurde Diane Modahl vom Vorwurf des Dopings freigesprochen, weil sie letztlich nachweisen konnte, dass mangelhafte Kühlung ihrer Urinproben zu fehlerhaften Analyseergebnissen geführt haben könnte. Den daraufhin von ihr angestrengten Schadenersatzprozess über £ 450.000 gegen die British Athletics Federation (BAE) verlor sie jedoch, womit sie sich dem finanziellen Ruin ausgesetzt sah. Inzwischen sind Athleten verpflichtet, ihren Aufenthaltsort für drei Monate im Voraus anzugeben, um Trainingskontrollen planen zu können. Wird ein Sportler dreimal nicht angetroffen, gilt dies als ein dem nachgewiesenen Doping gleichgestellter Verstoß, welcher dann entsprechend sanktioniert wird.
Die Unterschiede zwischen der bedingungslosen Einstehpflicht bei der Verhängung sportrechtlicher Sanktionen durch Sportorganisationen bzw. deren Gerichtsbarkeit und der Unschuldsvermutung im deutschen Strafverfahren erschweren das Erstellen eines Anti-Dopinggesetzes mit Strafandrohungen in Deutschland. So befürchtet der Deutsche Olympische Sportbund, dass ein Anti-Doping-Gesetz die bisher im Sport geltenden Standards aufweicht.

## Faktische Schuldvermutung
Das in den verschiedenen Gesetzen und Regelungen in Europa grundsätzlich enthaltene Verbot im Hinblick auf einen Verstoß gegen die Unschuldsvermutung verkehren einige Medien manchmal zur Schuldvermutung, wenn in einem Bericht der pflichtgemäße Stehsatz eingeflochten wird, dass natürlich für den Beschuldigten die Unschuldsvermutung gelte.
Durch die Verwendung dieses Stehsatzes kann genau das Gegenteil dessen, was im Gesetz garantiert ist, dem Mediennutzer vermittelt werden, ohne einen direkten Rechtsbruch zu begehen.
Im Hinblick auf soziale Medien wie z. B. Facebook und ähnliche, kann eine gesetzliche Regelung grundsätzlich nur schwer greifen, wenn eine faktische Schuldvermutung gegen eine konkrete Person erhoben wurde. Die Mittel des Strafrechtes um dagegen vorzugehen sind dafür z. B. viel zu langsam.

## Abgrenzung
Die Schuldvermutung grenzt sich vom Generalverdacht ab, da der Generalverdacht sich grundsätzlich gegen eine ganze Gruppe von Personen vor Begehung einer konkreten (neuen) Tat richtet. Die Schuldvermutung trifft eine bestimmte Person individuell, nachdem eine Tat begangen wurde, der Täter aber grundsätzlich noch nicht ausreichend ermittelt ist. Zudem kann sich die Person, die eine Schuldvermutung trifft, von diesem Vorwurf (zumindest in einem Rechtsstaat) freibeweisen, während dies Personen einer bestimmten Gruppe, die unter Generalverdacht stehen, meist nicht möglich ist.
Die Schuldvermutung kann sich immer nur gegen Personen, nicht jedoch gegen Sachen oder rechtlich relevante Situationen richten (wie der Generalverdacht oder der Argwohn).

### Schuldvermutung in der Literatur und Medien
- Dantons Tod (Drama in vier Akten von Georg Büchner).
- Die Jagd (dänischer Spielfilm von Thomas Vinterberg).
- Die Irre von Chaillot (Satire in zwei Akten von Jean Giraudoux).